# Serge Gakpé
Ne pas confondre avec le footballeur néerlandais Cody Gakpo.
Serge Gakpé, né le 7 mai 1987 à Bondy (Seine-Saint-Denis), est un footballeur international togolais qui a évolué au poste de milieu de terrain ou attaquant. Après sa carrière de footballeur, il annonce avoir des projets dans la mode.

## Clubs

### AS Monaco
Serge Gakpé a commencé le football à l'UMS Pontault-Combault (Seine-et-Marne). À l'âge de 14 ans, il passe une détection pour rejoindre le centre de Clairefontaine, mais sans succès. Seuls les dirigeants de Monaco le remarquent. En 2001, il rejoint le centre de formation de l'AS Monaco. Il signe début 2005, un contrat Pro Élite avec son club formateur. Il fait sa première apparition en Ligue 1 face au RC Lens le 22 janvier 2006, il inscrit également lors de ce match son premier but en Ligue 1. Il avait auparavant marqué son premier but en professionnel lors des 32èmes de finale de la Coupe de France face à Rhône-Vallée le 6 janvier 2006, inscrivant un doublé pour une victoire 6-0.
Lors de la saison 2006-2007, il s'impose comme une des révélations de la première partie de saison. Inscrivant 4 buts et délivrant 6 passes décisives en 23 matchs de Ligue 1. Sa seconde partie de saison est cependant handicapée par les blessures.
Une autre blessure en mai 2008 viendra ternir sa montée en puissance, à son retour en février 2009, il peine à retrouver son niveau. Durant cette saison, il est envoyé en CFA par l'entraineur Ricardo afin qu'il retrouve son meilleur niveau mais aussi sauver la CFA de la descente. Lors de la saison 2009-2010, Guy Lacombe ne comptant pas sur lui, il dispute seulement 3 matchs avec l'ASM.

### Tours FC
Le 25 janvier 2010, il est prêté sans option d'achat au Tours FC. Il débute le 29 janvier 2010 sous ses nouvelles couleurs lors de la lourde défaite contre le Stade lavallois (0-3). Il marque son premier but avec le club tourangeau le 5 février 2010 contre l'En avant Guingamp au stade du Roudourou (2-2). Il dispute tous les matchs de seconde partie de saison du club, marquant ainsi cinq buts.
De retour sur le Rocher, il retrouve le banc au début de saison 2010-2011.

### FC Nantes

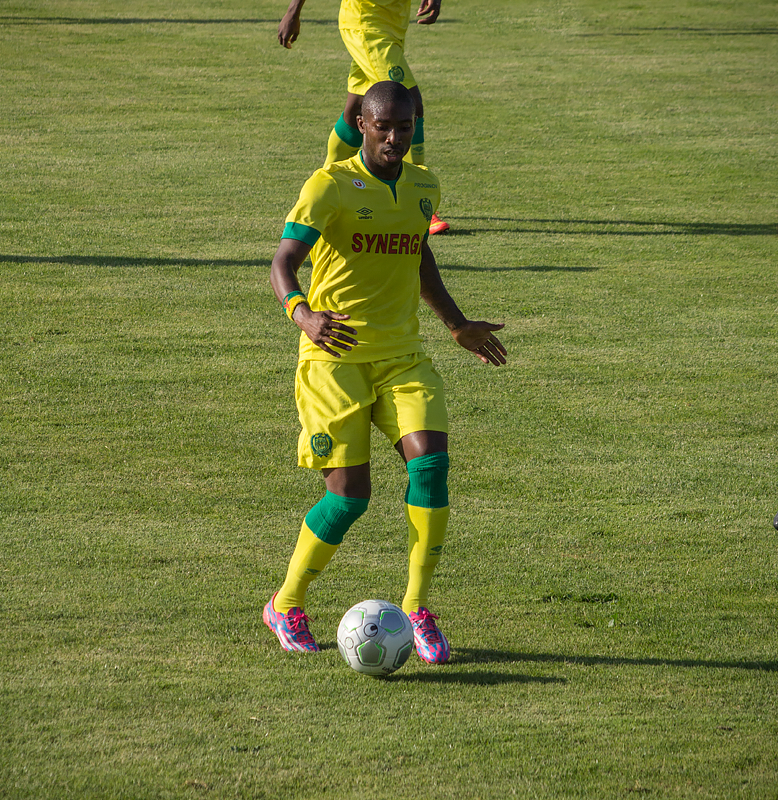
Serge Gakpé sous les couleurs du FC Nantes en 2014.

Le 31 janvier 2011, Serge Gakpé quitte définitivement son club formateur pour rejoindre le FC Nantes avec un contrat de deux ans et demi. Le 22 avril 2012, il inscrit son premier but avec le FC Nantes face à Nîmes (2-2). Il réalise une bonne demi-saison avec le FC Nantes, marquant 4 buts pour 3 passes décisives.
De retour à Nantes, il parvient à s'imposer petit à petit comme titulaire au sein de l'équipe. Permettant ainsi au club de remonter en Ligue 1, inscrivant des buts importants face à Clermont ou encore Auxerre.
Le 20 avril 2014, il inscrit son premier doublé en Ligue 1 face à Valenciennes (6-2).

### Standard de Liège
Le 22 janvier 2012, Il est prêté au Standard de Liège avec option d'achat, mais ne sera pas conservé au terme de la saison.

### Genoa
Le 4 février 2015, et alors que le FC Nantes tente de le vendre pour récupérer une indemnité de transfert pendant le mercato hivernal, Gakpé s'engage libre pour trois ans avec le Genoa. Cependant, il termine la saison au FC Nantes avant de rejoindre le club italien à l'expiration de son contrat.

### Amiens
En toute fin de mercato, le joueur rejoint le promu Amiens le 30 août 2017. Il venait de résilier son contrat en Italie et s'est engagé pour une saison.
Auteur de trois buts et trois passes décisives durant sa saison, le joueur quitte la Picardie en juillet 2018.

### Cercles Bruges
Le 10 septembre 2018, le joueur s'engage libre au Cercle Bruges.
Le 29 juin 2019, il quitte le Cercle après seulement une saison.

### Apollon Limassol
Le 1er juillet 2019, Serge Gakpé s'engage avec le club chypriote de l'Apollon Limassol.

## En sélection
En août 2009, il choisit d'évoluer pour la sélection nationale du Togo alors qu'il jouait auparavant avec l'équipe de France espoirs. Il fait ses débuts avec la sélection togolaise le 10 octobre 2009 lors de la défaite (3-0) au Cameroun.
En février 2017, il choisit de prendre sa retraite internationale . Serge Gakpé aura disputé 41 match pour 4 buts avec les Eperviers.

## Statistiques
| Saison                | Club                     | Championnat           | Championnat | Championnat | Coupe nationale | Coupe nationale | Coupe de la Ligue | Coupe de la Ligue | Compétition(s) continentale(s) | Compétition(s) continentale(s) | Compétition(s) continentale(s) | Togo | Togo | Total | Total |
| Saison                | Club                     | Division              | M.          | B.          | M.              | B.              | M.                | B.                | Comp.                          | M.                             | B.                             | M.   | B.   | M.    | B.    |
| 2005-2006             | AS Monaco                | Ligue 1               | 13          | 2           | 2               | 2               | -                 | -                 | C3                             | 2                              | 0                              | -    | -    | 17    | 4     |
| 2006-2007             | AS Monaco                | Ligue 1               | 23          | 4           | 3               | 0               | 1                 | 0                 | -                              | -                              | -                              | -    | -    | 27    | 4     |
| 2007-2008             | AS Monaco                | Ligue 1               | 30          | 3           | 2               | 0               | 2                 | 1                 | -                              | -                              | -                              | -    | -    | 34    | 4     |
| 2008-2009             | AS Monaco                | Ligue 1               | 13          | 0           | 1               | 0               | -                 | -                 | -                              | -                              | -                              | -    | -    | 14    | 0     |
| 2009-2010             | AS Monaco                | Ligue 1               | 3           | 0           | -               | -               | 1                 | 0                 | -                              | -                              | -                              | 3    | 0    | 7     | 0     |
| 2010-2011             | AS Monaco                | Ligue 1               | 10          | 0           | 1               | 0               | 3                 | 0                 | -                              | -                              | -                              | 4    | 1    | 18    | 1     |
| Sous-total            | Sous-total               | Sous-total            | 92          | 9           | 9               | 2               | 7                 | 1                 | -                              | 2                              | 0                              | 7    | 1    | 117   | 13    |
| 2010                  | Tours FC (prêt)          | Ligue 2               | 17          | 5           | -               | -               | -                 | -                 | -                              | -                              | -                              | -    | -    | 17    | 5     |
| Sous-total            | Sous-total               | Sous-total            | 17          | 5           | 0               | 0               | 0                 | 0                 | -                              | 0                              | 0                              | 0    | 0    | 17    | 5     |
| 2011                  | FC Nantes                | Ligue 2               | 15          | 4           | 1               | 0               | -                 | -                 | -                              | -                              | -                              | 1    | 0    | 17    | 4     |
| 2011-2012             | FC Nantes                | Ligue 2               | 18          | 1           | 1               | 0               | 2                 | 0                 | -                              | -                              | -                              | 3    | 1    | 24    | 2     |
| 2012-2013             | FC Nantes                | Ligue 2               | 24          | 6           | 1               | 0               | -                 | -                 | -                              | -                              | -                              | 11   | 1    | 36    | 7     |
| 2013-2014             | FC Nantes                | Ligue 1               | 36          | 8           | 1               | 0               | 2                 | 1                 | -                              | -                              | -                              | 1    | 0    | 40    | 9     |
| 2014-2015             | FC Nantes                | Ligue 1               | 33          | 3           | 2               | 0               | 2                 | 1                 | -                              | -                              | -                              | 9    | 0    | 46    | 4     |
| Sous-total            | Sous-total               | Sous-total            | 126         | 22          | 6               | 0               | 6                 | 2                 | -                              | 0                              | 0                              | 25   | 2    | 163   | 26    |
| 2012                  | Standard de Liège (prêt) | Jupiler Pro League    | 9+10        | 0+1         | 2               | 0               | -                 | -                 | C3                             | 4                              | 0                              | 4    | 1    | 29    | 2     |
| Sous-total            | Sous-total               | Sous-total            | 19          | 1           | 0               | 0               | 0                 | 0                 | -                              | 4                              | 0                              | 4    | 1    | 27    | 2     |
| 2015-2016             | Genoa CFC                | Serie A               | 13          | 3           | 1               | 0               | -                 | -                 | -                              | -                              | -                              | 2    | 0    | 16    | 3     |
| 2016-2017             | Genoa CFC                | Serie A               | 7           | 1           | 1               | 0               | -                 | -                 | -                              | -                              | -                              | 6    | 0    | 14    | 1     |
| Sous-total            | Sous-total               | Sous-total            | 20          | 4           | 2               | 0               | 0                 | 0                 | -                              | 0                              | 0                              | 8    | 0    | 30    | 4     |
| 2016                  | Atalanta Bergame (prêt)  | Serie A               | 5           | 0           | -               | -               | -                 | -                 | -                              | -                              | -                              | 3    | 0    | 8     | 0     |
| Sous-total            | Sous-total               | Sous-total            | 5           | 0           | 0               | 0               | 0                 | 0                 | -                              | 0                              | 0                              | 3    | 0    | 8     | 0     |
| 2017                  | Chievo Verone (prêt)     | Serie A               | 8           | 0           | -               | -               | -                 | -                 | -                              | -                              | -                              | -    | -    | 8     | 0     |
| Sous-total            | Sous-total               | Sous-total            | 8           | 0           | 0               | 0               | 0                 | 0                 | -                              | 0                              | 0                              | 0    | 0    | 8     | 0     |
| 2017-2018             | Amiens SC                | Ligue 1               | 29          | 3           | -               | -               | 1                 | 0                 | -                              | -                              | -                              | -    | -    | 30    | 3     |
| Sous-total            | Sous-total               | Sous-total            | 29          | 3           | 0               | 0               | 1                 | 0                 | -                              | 0                              | 0                              | 0    | 0    | 30    | 3     |
| 2018-2019             | Cercle Bruges KSV        | Jupiler Pro League    | 26          | 3           | 1               | 1               | -                 | -                 | -                              | -                              | -                              | -    | -    | 27    | 4     |
| Sous-total            | Sous-total               | Sous-total            | 0           | 0           | 0               | 0               | 0                 | 0                 | -                              | 0                              | 0                              | 0    | 0    | 0     | 0     |
| 2018-2019             | Apollon Limassol         | Cyta Championship     | 26          | 3           | 1               | 1               | -                 | -                 | -                              | -                              | -                              | -    | -    | 27    | 4     |
| Sous-total            | Sous-total               | Sous-total            | 0           | 0           | 0               | 0               | 0                 | 0                 | -                              | 0                              | 0                              | 0    | 0    | 0     | 0     |
| Total sur la carrière | Total sur la carrière    | Total sur la carrière | 342         | 47          | 18              | 3               | 14                | 3                 | -                              | 6                              | 0                              | 47   | 4    | 427   | 57    |

### Buts internationaux
|    | Date             | Lieu                                           | Adversaire    | Résultat | Compétition                       |
| -- | ---------------- | ---------------------------------------------- | ------------- | -------- | --------------------------------- |
| 1. | 4 septembre 2010 | Botswana National Stadium, Gaborone, Botswana  | Botswana      | 2-1      | Éliminatoires CAN 2012            |
| 2. | 11 novembre 2011 | Stade Lino Correia (en), Bissau, Guinée-Bissau | Guinée-Bissau | 1-1      | Éliminatoires Coupe du monde 2014 |
| 3. | 17 juin 2012     | Stade de Kégué, Lome, Togo                     | Kenya         | 1-0      | Éliminatoires CAN 2013            |
| 4. | 30 janvier 2013  | Stade Mbombela, Nelspruit, Afrique du Sud      | Tunisie       | 1-1      | CAN 2013                          |

## Palmarès
- France - 17 ans
  - Coupe Méridien
    - Vainqueur : 2005.